# Kovách Ernő
Galsai Kovách Ernő, Kovács (Türje, 1825. szeptember 12. – Vác, 1915. május 5.) a váci ipar és kereskedelmi hitelintézet vezérigazgatója, 1848-1849-es honvédőrnagy, festőművész, naplóíró.

## Élete
Kovách Vendel földbirtokos, megyei tisztviselő és Rákóczy Juliánna fia (a család 1602. szeptember 9-én Rudolf királytól kapott nemességet). Iskoláit Győrszentmártonban, Pápán, Keszthelyen, Kőszegen és Nagykanizsán végezte. A hat gimnáziumi osztály végeztével, 1841 októberében a Belovárt (Horvátország) levő katonai intézetbe lépett, melyet három év alatt elvégzett. 
1845 májusában Zala megye részéről kinevezték magyar királyi nemes testőrnek és hadnagynak, ahonnan 1848. szeptember 23-án átlépett a Hódmezővásárhelyt alakult 30. sz. csongrádi honvéd-zászlóaljhoz, mely akkor Aradon volt a várostromnál; november 16-án lett százados és részt vett az Arad körüli csatározásokban és ostromban. 
1849 márciusában a zászlóaljával Perczel Mór hadtestéhez csatlakozott, mely Bács megyében és a Bánátban működött. 1849. április 24-én lett zászlóaljparancsnok és április 29-én harcolt a velencei, május 6-án a tomásovác-uzdini és 25-én az óbecsei, végül július 14-én a bácshegyesi csatákban. Ezután az osztrákok fogságába került. Zimonyba, onnét szeptemberben Pestre az Újépületbe és november 15-én az aradi várba vitték. 
1850. március 14-én kötél általi halálra ítélték, majd kegyelem útján 16 évi várfogságra vasban. Az aradi várban szenvedte el fogságát, míg végül 1856. decemberében visszanyerte szabadságát. Ekkor segédmérnök lett Erhard Ágoston nyugalmazott Pest városi főmérnök mellett. 1860 tavaszán az akkori budai polytechnikumnál letette a földmérői vizsgát. 
1861-ben Pest megyénél almérnöknek választották; szeptember hóban azonban a megyei alkotmányos tisztikar lemondásával az ő hivatala is megszűnt. Decemberben a váci püspöki uradalom mérnökévé nevezték ki és 1865-ben a megyék újraszervezésekor Pest megyénél tiszteletbeli főmérnök lett. 1868 tavaszán a magyar igazságügyi miniszter kinevezte a lipótvári fegyintézet igazgatójává és ezen hivatalában két évig, 12-ig Illaván és 9-ig Vácon működött.
A magyar jogászegylet börtönügyi bizottságának 1888. március 7-én Budapesten tartott értekezletén mint meghívott szakértő szintén részt vett. 1890. júliusban nyugalomba lépett és azon év szeptemberében a váci ipar- és kereskedelmi hitelintézet megválasztotta vezérigazgatónak.

## Művei
Aradi fogságában írta naplóját, melynek első része 4rétben (540 lap) különösen bécsi, a királyi udvarral kapcsolatos élményeivel foglalkozik; a II. részben (433 lap) a szabadságharczban átélt eseményeket írta le s a III. része (378 lap) pesti s aradi fogságáról szól. Naplójának II-ik részéből Arad város vésznapjai 1848-1849. c. töredéket másolatban 160 lapon Arad város levéltárának adta át megőrzés végett.
Ezen naplóból mutatványokat közölt a Honvédben (1868. 33., 34. sz. A horvátok lefegyverzése Ozorónál), a Váczi Közlönyben (1887. 44. sz. A hegyesi csata, melyet a Kiskunság és Bácska cz. lapok is átvettek), a Budapesti Naplóban (1897. 52. sz. Nyilatkozat, az aradi 13 vértanúnak kir. ő felsége által esetleges megkegyelmezése ügyében, 62. sz. Naplótöredékek c. Kiss Pál kanonokról, Ferencz József király vallás-, magyar- és latinnyelv tanáráról) és az 1848-1849. Történelmi Lapokban (1897. Az aradi foglyok képei s emlékei.) 1911-ben Aradvár és Aradváros ostroma 1848-49-ben címmel jelent meg egy részlet Márki Sándor előszavával.
Arcképe kőnyomat: rajzolta L. Appelrath, nyomt. Horn és Beck Bécsben (a Hajnal c. Albumban 1873.)
- Aradvár és Aradváros ostroma 1848-49-ben. galsai Kovách Ernő 1848/49-iki honvédőrnagy naplója; bev., jegyz. Juhász Sándor, előszó Márki Sándor; Réthy L. és Fia Kny., Arad, 1911
- Zala vármegyétől a bécsi magyar királyi nemesi testőrségig. galsai Kovách Ernő honvéd őrnagy emlékiratai, 1. ; sajtó alá rend. Fonda Almerigo, Hermann Róbert; Line Design, Bp., 2020 ('48-as könyvtár)